# Luis Eugenio Meléndez

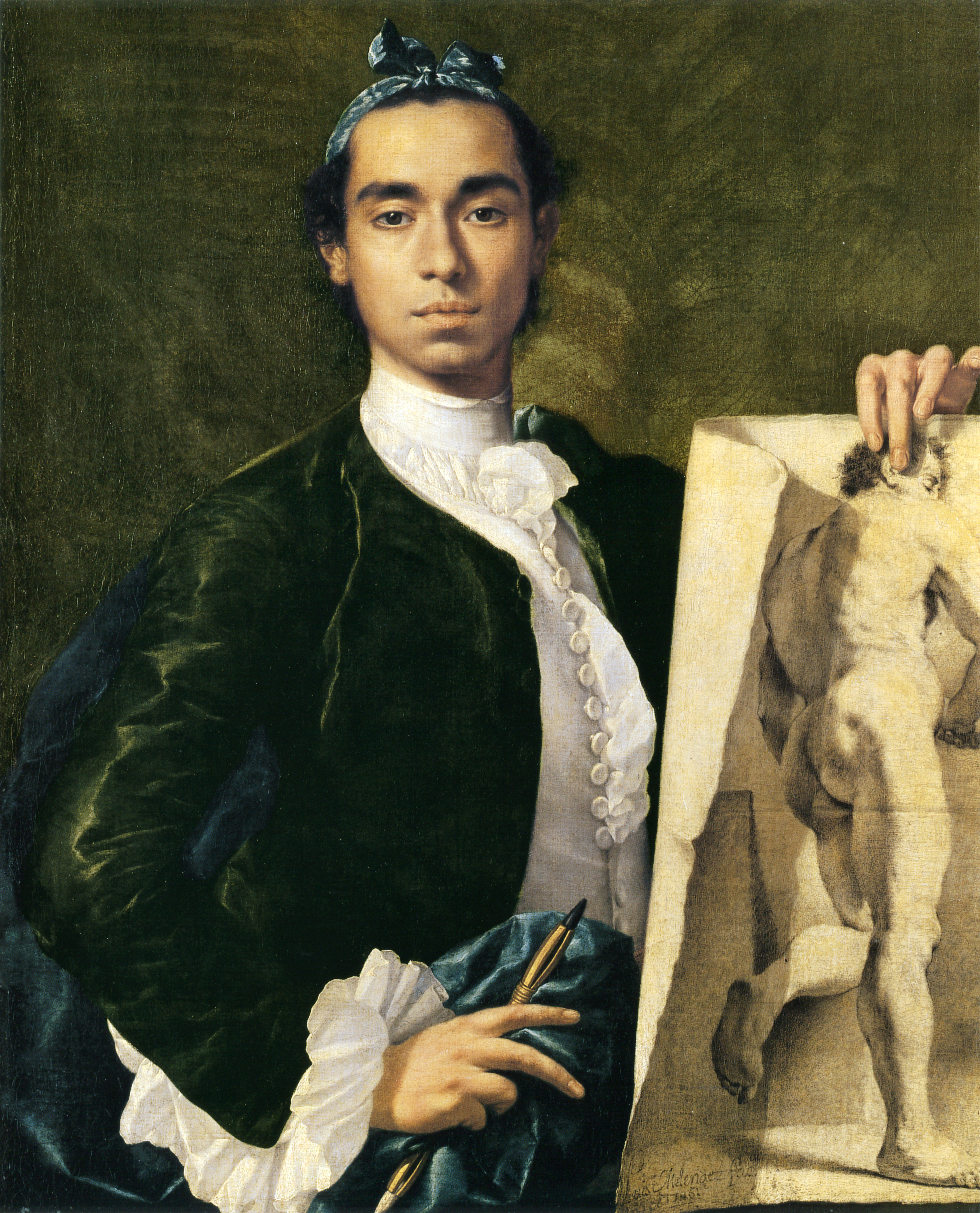
Selbstporträt des Malers, 1746, Musée du Louvre, Paris

Luis Eugenio Meléndez oder Luis Egidio Meléndez (* 1716 in Neapel; † 11. Juli 1780 in Madrid) war ein spanischer Maler von Stillleben. Er war der Schüler von Louis-Michel van Loo (1707–1771).

## Werke (Auswahl)
- Bodegón, Öl auf Leinwand, Haus Galileo, Madrid Juni 2011

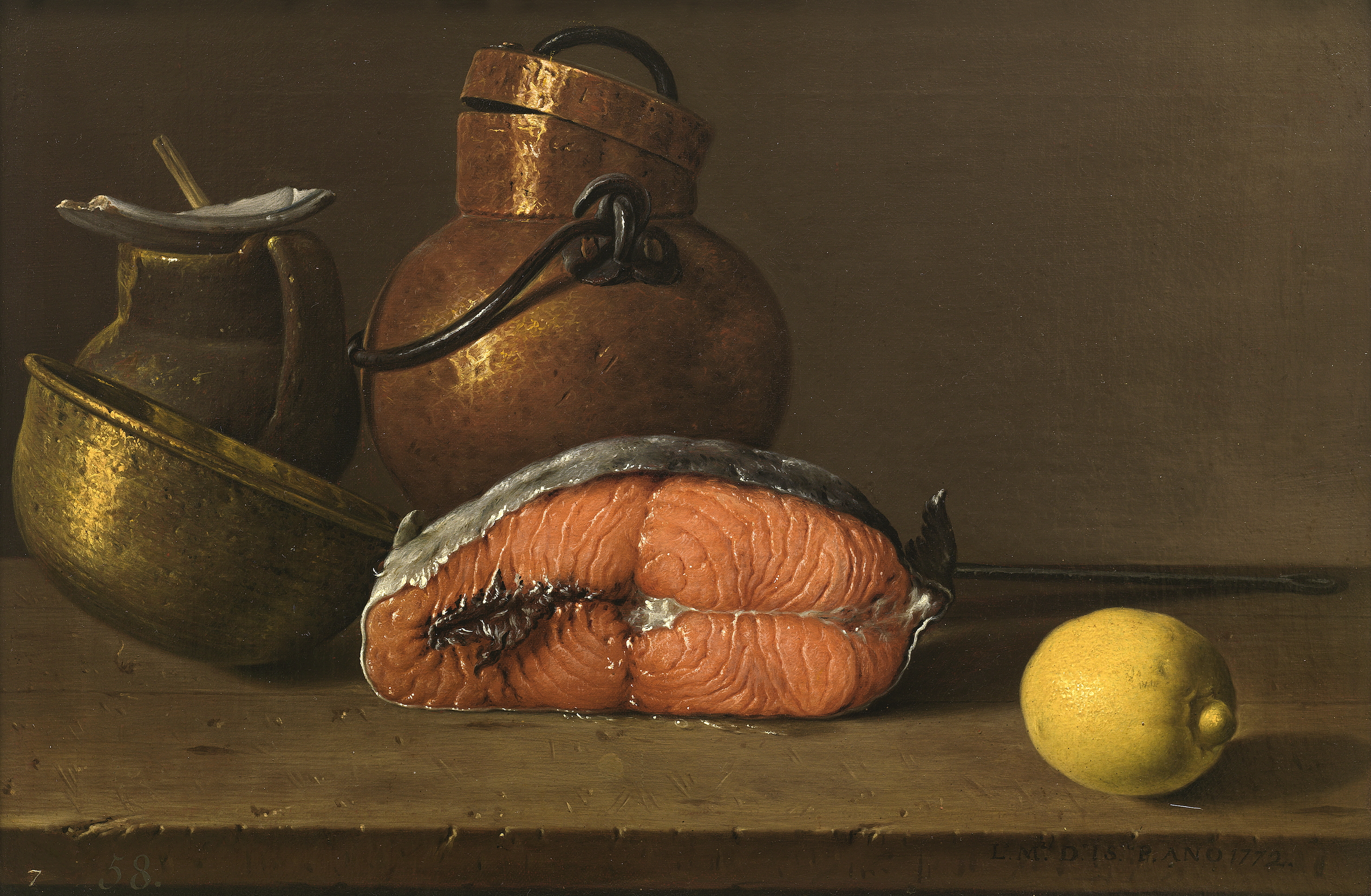
Stillleben: Aufgeschnittener Lachs, Zitrone und drei Gefäße, Mitte 18. Jahrhundert, Öl auf Leinwand, Museo del Prado
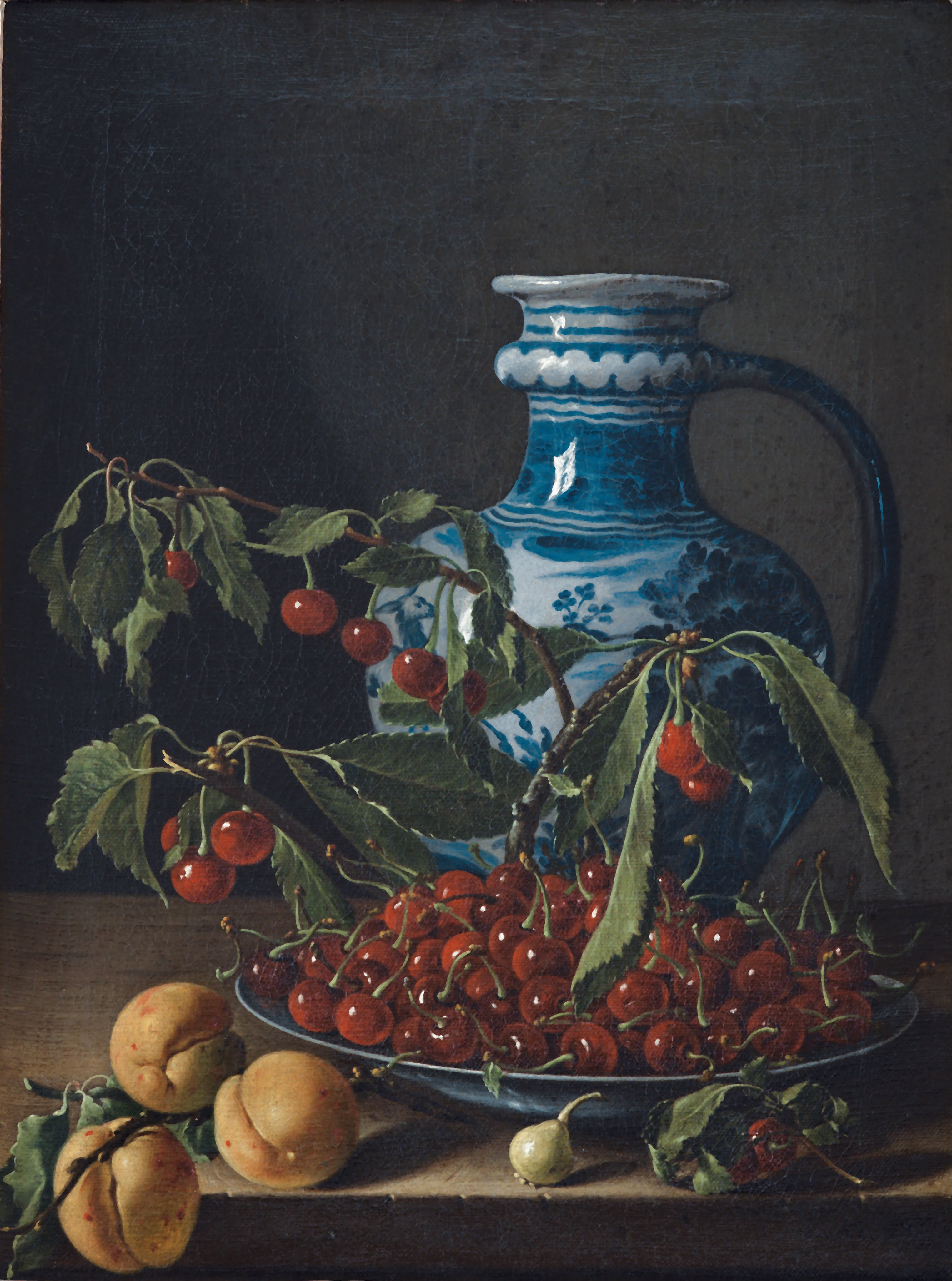
Stillleben: Früchte mit Krug, um 1773, Öl auf Leinwand, El Museo de Bellas Artes, Bilbao